# 誅仙 Online

诛仙资料片-王者归来

《誅仙 Online》是完美世界互動科技股份有限公司开发的一款3D大型多人線上角色扮演遊戲，於2007年4月大陆开始内测。形象代言人为任贤齐。

## 游戏介绍
改编于萧鼎的著名网络小说《诛仙》，依据小说开展游戏情節。

### 游戏特色
系统采用了与同公司开发的完美世界、武林外传相同的引擎，特别是与武林外传的画面与系统十分相似。

#### 升級
目前誅仙的等級上限是一百五十級，和一般的網路遊戲一樣，玩家在遊戲中的主要活動在滿級以前都以升級為主，升級所需的經驗值在遊戲當中稱作修為。目前遊戲內的限時事件也以提供修為當作主要的獎勵。只有極少數情況玩家會避免等級的提升，例如為了獲取提升高等級生產技能所需要的低等級生產材料，或者在剛更換高等級裝備時利用裝備和前一階怪物的能力差異，暫時避免等級提升來賺取遊戲幣等等。
遊戲中以每十五級作為一階段，每個階段又分為四個小階段，四種等級的怪物分布在每一階段的地圖中。比如說主城河阳的四周分布著等級一到十五的四個小階段的各種小怪物。各個地圖之間主要以飛天仙子npc提供的傳送為主要移動手段（須消費遊戲幣）。
除了屬性的提升，玩家會隨著等級的提升得到技能點數，並自主分配在想要的技能上。除此之外，還會每五等級得到一個天書點數，並能自主分配在想要的天書上，天書的效用以提升技能為主，偶而也可以得到額外的技能。雖然如此，技能的強弱間有很明顯的差異，高等級技能經常可以完全淘汰掉低等級技能，因此要玩出個人風格的空間很受限制。
十五級的時候可以決定門派，自此之後除了飛劍、戒指和項鍊之外，各門派的裝備完全分開，通常每隔十五級有一個新階段的裝備。在各門派當中，男性和女性的裝備在頭部、衣服和鞋子等三處是各自分開的，武器、護符和法寶則相同。
現行最新版本之遊戲開放了『飛升』，當人物飛升之後即可重新選擇門派進入，而不同的前世門派與後世的飛升門派雖有差異存在，但並不大。
飛升之後可分為仙、魔、佛三個陣營，雖說有5x5x3個不同的玩法(五種前世門派x五種飛升後門派x三種陣營)但因其飛升之後的造化技能強弱並不平衡，造成職業與陣營之間呈現很大的差異。
仙陣營：主要是群體技能，其造化效能為高爆擊，高爆傷。
佛陣營：主要是輔助技能，較高的保命屬性。
魔陣營：主要是控制技能，較高的攻擊輸出能力。
常見門派與陣營組合：
仙陣營：仙合歡、仙鬼道、仙天音
佛陣營：佛天音、佛鬼道、佛青雲、佛焚香
魔陣營：魔鬼王、魔鬼道、魔天音、魔烈山

#### 裝備
- 項鍊和戒指：除了各地圖的王掉落之外，小怪物也有低機率掉落。除此之外，任務管理員處部分低機率出現的挑戰任務會以項鍊或戒指作為獎勵。部分項鍊和戒指在裝備後會和人物綁定。戒指和項鍊可能提升氣血、真氣、攻擊、防禦、閃躲、抗性、致命率或致命傷害。
- 武器、頭部、衣服、鞋子：分為白裝、散仙裝、真仙裝、戰場裝、戰場真仙裝、飛升神魔裝、飛升封神裝七種。其中，白裝和戰場裝的性能提升是利用煉器符，散仙裝、真仙裝和戰場真仙裝的提升則是利用補天符，神魔裝則是用龍魂符，封神裝則是用天機符，提升的數值有差異，以高煉器等級裝備而言用補天符的約高出兩個數級。除了煉器等級之外，這類裝備亦可經由灌注提升少量屬性，特點是這類屬性可由玩家自行決定。武器主要提升攻擊，頭部主要提升真氣，衣服主要提升防禦，鞋子主要提升氣血，白裝以外都會額外提升屬性。
  1. 白裝：一～三十級的圖紙和裝備本身可以從商人處購買，四十五～六十級的裝備可在對應等級區間內找周一仙npc領取。此外的圖紙都是由各對應等級的怪物低機率掉落。怪物亦可以直接掉落白裝，但通常發生在低等級裝備，在高等級區域甚為罕見。
  2. 散仙裝：在遊戲中所得到的功德香和奇珍若拿來提升門派貢獻度的話，其中四個門派各對應一個部位的散仙裝備，貢獻度等級越高就可拿到越高等級的散仙裝備。散仙裝是裝備綁定的。
  3. 真仙裝：來源有二，一是各地圖王怪掉落，二是各地圖王怪掉落的真仙圖紙和真仙裝材料生產出來的。後者的性能通常比較優異，而除了王怪掉落之外，每天釣魚大賽的第一名可以得到一個真仙裝材料。真仙裝也是裝備綁定的。
  4. 戰場裝：九十級以上的各階層戰場所取得的仙基值和天精珠所換取。雖然其附加的屬性數值約等於白裝的+4至+5煉器等級，但是如果把它拿去煉器的話一樣從1開始算，不會一下就提升到+5~+6。戰場裝是拾取綁定的。
  5. 戰場真仙裝：除了需要非常高額的仙基值和天精珠，還須在特定任務中得到特定道具才能換取的裝備，目前是遊戲中最好的裝備。戰場真仙裝一樣是拾取綁定的，但是用來換取戰場真仙裝的任務道具可以交易。
  6. 飛升神魔裝：目前分為乾,坤,坎,璃裝，乾裝暴傷暴擊高,坤裝防高,坎裝血高,璃裝魔高，乾裝135以前可用連天鬥玉換取135以後要用千華龍筋+連天鬥玉換取,坤裝用勝石換取,坎裝為戰場裝,需要用仙基值與天空靈珠換取，神魔裝一樣是拾取綁定的。
  7. 飛升封神裝：依級別可分為人王及地煞裝備。首先必須先有14x的神魔裝備加上大量的千華龍筋和洞天神石，到混沌封神道人處兌換人王鑄文後，才能昇級為人王裝(限定裝備的人物等級150~154)。地煞裝備則是人王再進階版(限定裝備的人物等級155~158)。
- 護符：主要功能是提升特定天書技能，並會提升少量氣血和真氣的裝備。其來源是用金、木、水、火、土等五行珠到npc傳功使者處隨機抽出對應的五行零件，再以對應的生產圖紙製造出來。五行珠的來源如下：
  - 金珠的主要來源是月老npc的任務靈犀占卜（須消耗每日只能限量領取二十個的道具小環的信物，所以解這個任務俗稱跑小環）。因為這個任務對七十五級以下的角色來說同時也提升的大量的修為，所以做這任務的玩家很多，金珠的價格也較便宜。
  - 木、水、火、土珠的主要來源有三個：上古奇人npc的每日任務文房四寶，露珠兒npc的每日任務夢中的人兒，或者用俠義值換取。因為這是可交易的物品，也有人三種都不作直接以跟其他玩家收購為主要取得手段的。當然已經抽中的材料或者完成的護符本身也有一定的市佔。
  - 除了上述的普通護符外，遊戲中有透過師徒系統取得的所謂「雙技能護符」，可以同時提升兩種天書技能。然而部份玩家認為，和它的性能比較起來，這類護符的取得難度和成本太高了。
- 飛劍：一種類似飛行座騎的乘騎道具，於本遊戲中在法寶精力值全滿的時候才可以施展，施展時會持續消耗法寶精力值。法寶精力值是在角色裝備有法寶的時候才會出現的屬性，可以通過使用對應道具補充、或者是在遊戲當中隨著時間慢慢增加。飛劍可以透過遊戲幣或商城幣購買，並有部分商城抽獎包會以飛劍作為大獎。

### 职业
- 青雲門(人族)：法師型的職業，氣血少為其重大缺點，在未飛升前時代因受到原著小說影響，大量玩家為青雲門，飛升之後玩家人數大幅下降。

青雲門在單體攻擊上並不出色，但其大範圍的群體攻擊，也是有不少忠實玩家熱愛。
- 天音寺(人族)：補師型的職業
- 鬼王宗(人族)：坦克型的職業，隊伍中用來當肉盾擋王的腳色。氣血屬性強化的代價是真氣值較低，因此它的技能與其他職業比較之下附加的攻擊力也比較小，取而代之的是令敵人得到各種負面狀態的效用。代表流派：
  1. 暈眩流：以一重技能火焰刀、二重的技能失魂斬，搭配天書戮魂頁的火舞和破魂、和護符火舞來暈眩對手的流派。優點是成形早；缺點是受限於主攻技的等級，如果遇上針對性抗暈眩裝備的對手，會顯得很無力。
  2. 無限魔魂流：以五重技能魔魂天咒，搭配天書天命頁的破空和雷牙、和護符破空降低其冷卻時間的流派，目前的兩大主流之一。優點是魔魂天咒附帶高等級的降防效果，傷害能力為各種鬼王中最高者，且隊伍中其他成員也能受惠；缺點是單挑時必須巧妙運用其他長冷卻時間的狀態攻擊才有致勝之機。
  3. 無限未名流：以五重技能未名斬、三重技能奪神斬，搭配天書戮魂頁的孤注、天命頁的雷牙、和護符孤注來虛弱對手的流派，目前的兩大主流之一。優點是單挑時未名斬附帶多重的負面效果，而且因為是五重攻擊技，威力也還算可以；缺點是所耗用的天書點數非常多，發展個人特質的空間變少。
  4. 其他流派：比方說把天書天命頁的魔道和群攻技點滿的群怪鬼王等等，實效有限但具有個人色彩和趣味的流派。

| 技能名   | 層級 | 效用                         |
| -------- | ---- | ---------------------------- |
| 厚土咒   | 一重 | 被動增加氣血上限             |
| 密雲咒   | 二重 | 永久增加自身防禦             |
| 絶情咒   | 三重 | 被動增加氣血和真氣上限       |
| 天魔附體 | 三重 | 增加目標氣血上限和攻擊力     |
| 明王降世 | 四重 | 時效內免疫傷害和負面效果     |
| 化血魔心 | 四重 | 時效內受到傷害即增加防禦     |
| 狂靈反噬 | 五重 | 時效內反彈所受傷害並免疫昏睡 |

- 合欢派(人族)：高爆擊職業，拥有较强的爆发能力。
- 鬼道(人族)：多重變身職業，分為人型,蠱王,魔魂三種，人型以群攻為主，蠱王以遠程蠱毒為主，魔魂以單打技能為主，未飛升前比較不明顯，飛生後分為三個主流：
  1. 仙鬼流：人型群技為主，以五重技能滅魂狂飆搭配飛生門派技能仙鬼同體及天書生死道可成無限滅魂狂飆在團戰PK具有極大的優勢，缺點就是血量少，防低，裝備要求很高，單挑比較弱勢。
  2. 魔鬼流：主修蠱王，以五重技能天選道怨搭配四重技能百蠱啖魂及飛生門派技能百蠱啖魂Ⅱ在單挑及群戰都可讓對手現入禁食與流血效果，但因為缺少強而有力的打擊技能，故在練功衝等上面會比較吃力。
  3. 佛鬼流：主修魔魂，防高血厚，無論是練功、單挑、團戰都皆可，特色比較中庸，裝備要求不高，以單打技能為主又偏向控制流，主要單打技能為神鬼亂舞，森羅三笑，碎魂天襲為主。
- 烈山(神裔)：召喚射手型職業
- 九黎(神裔)：超级肉盾，无间断免疫暴击伤害，免疫多数诅咒状态。技能伤害，必杀技，当自身虚弱抗性以及气血大于其他玩家，会触发必杀。
- 懷光(神裔): 神族刺客，拥有隐身技能，并且拥有必爆技能效果（九黎无法造成暴击效果）。较为强大的击杀能力。
- 天華(神裔)：神族法师类职业，拥有群体超高技能伤害效果。
- 焚香(人族)：人族辅助类职业，拥有极强群体诅咒能力以及群体无敌祝福效果。能够复活玩家角色。
- 太昊(神裔)：神族战士，拥有非常高的攻击频率。较强单体控制能力。
- 辰皇(神裔)：神族战士，超高远程攻击频率和较强的技能伤害。

## 运营
- 中国大陆
- 臺灣、香港、澳門
- 日本(2015年5月27日（水）サービス提供終了)
- 马来西亚

## 主題曲
- 台灣主題曲由台灣團體痞客四(暫停解散)演唱≪誅仙劍≫

## 相关链接
- 诛仙（中国）官方网站 （页面存档备份，存于）
- 多玩诛仙专区